# Elisabeth Trummer

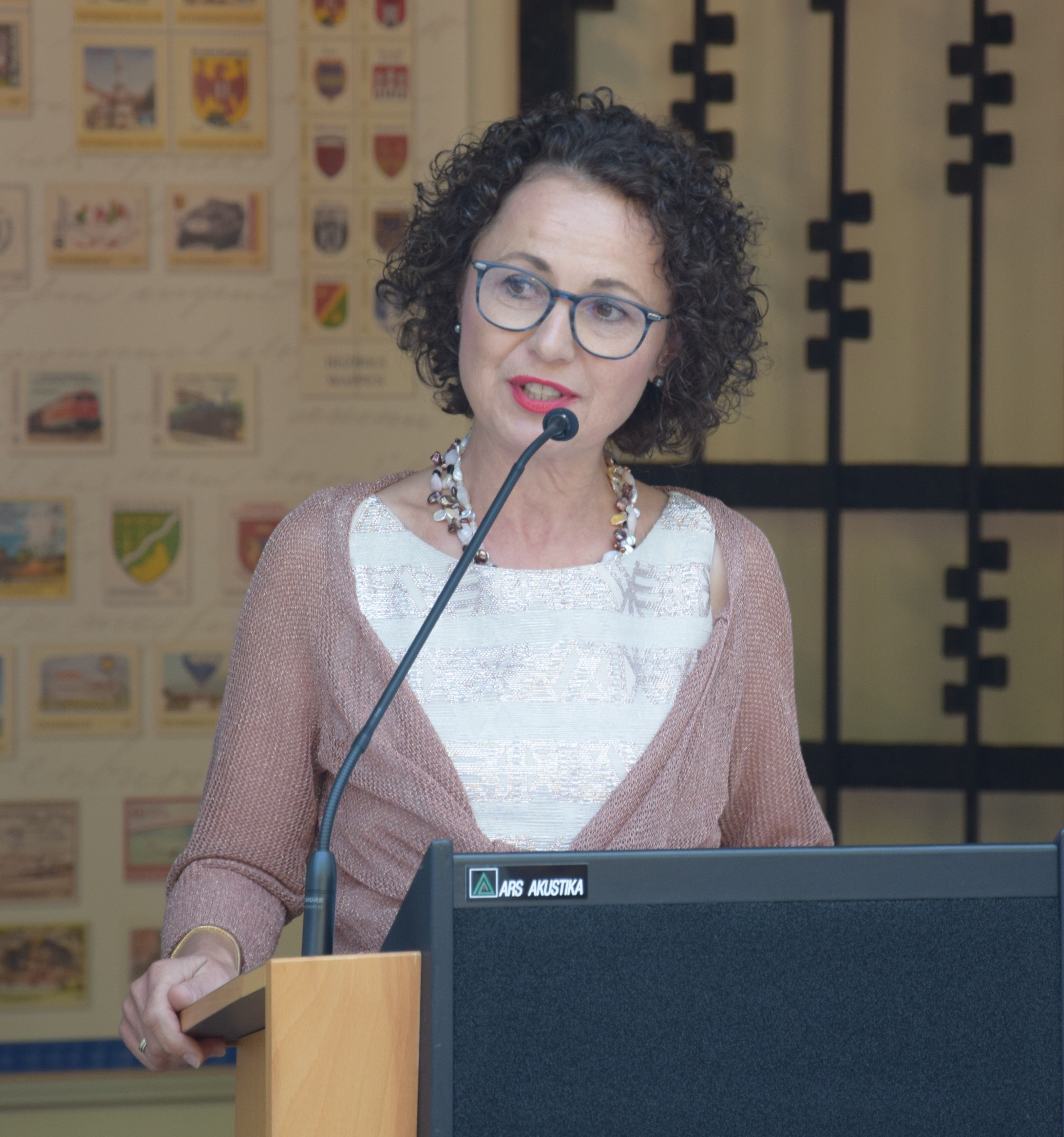
Elisabeth Trummer im Alten Rathaus Pinkafeld (2021)

Elisabeth Trummer (* 4. November 1966 in Wien) ist eine österreichische Politikerin der Sozialdemokratischen Partei Österreichs (SPÖ). Von 2012 bis Juni 2022 war sie Vizebürgermeisterin in Oberpullendorf und vo 17. Februar 2020 bis zum 6. Februar 2025 Abgeordnete zum Burgenländischen Landtag.

## Leben

### Ausbildung und Beruf
Elisabeth Trummer besuchte nach der zweisprachigen Volksschule in Nebersdorf (kroatisch-deutsch) und der zweisprachigen Hauptschule in Großwarasdorf das Bundesoberstufenrealgymnasium (BORG) in Oberpullendorf, wo sie 1985 maturierte. Anschließend absolvierte sie eine zweijährige Ausbildung zur diplomierten Radiologie-Technologin am AKH Wien. Seit 1987 ist sie mit zwei Karenzunterbrechungen im Krankenhaus Oberpullendorf in diesem Beruf tätig.
Trummer ist verheiratet und Mutter zweier Söhne.

### Politik

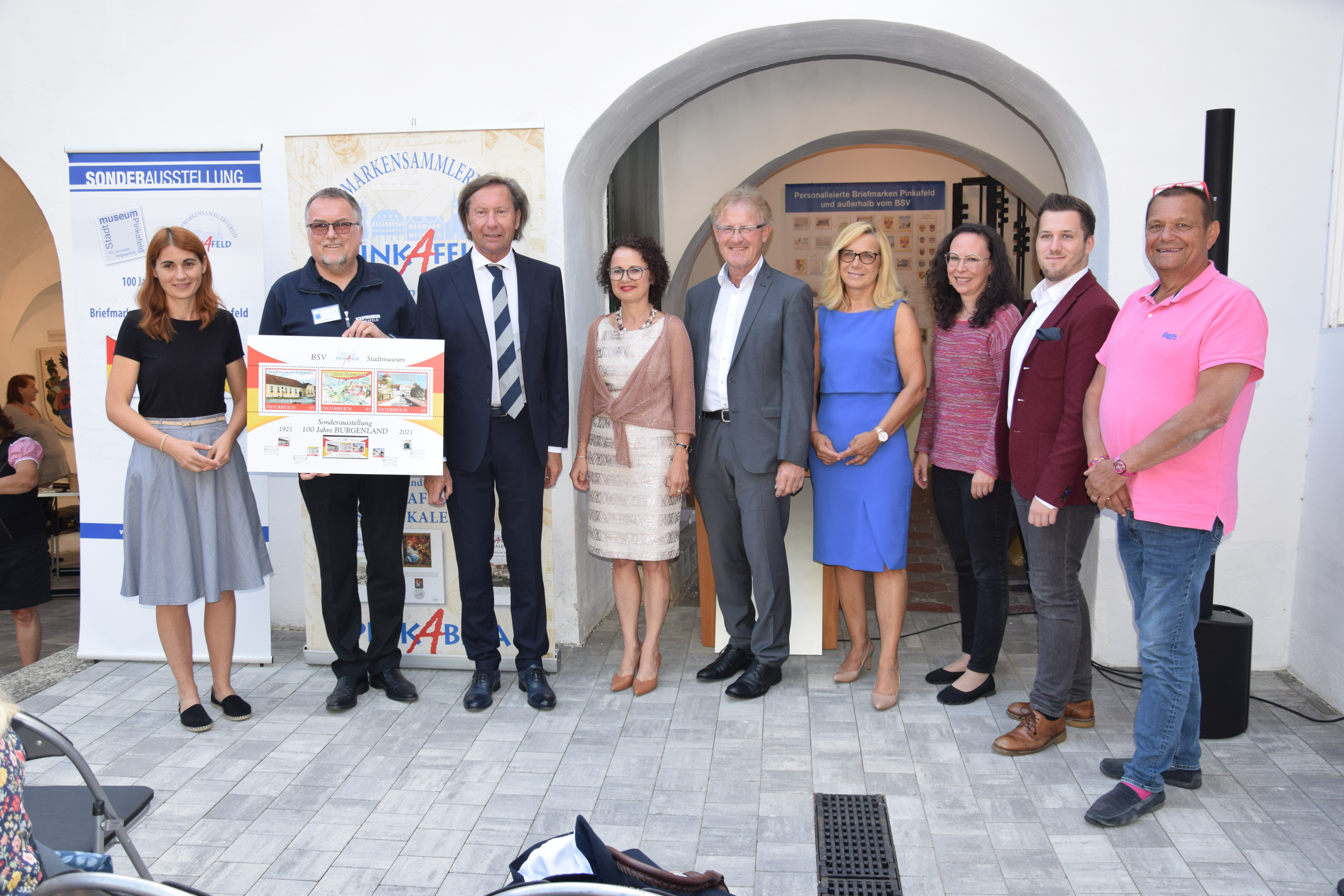
Elisabeth Trummer mit Carina Laschober-Luif und Kurt Maczek im Alten Rathaus Pinkafeld (2021)

Von 2009 bis 2012 war sie Mitglied des Gemeinderates in Oberpullendorf, wo sie von 2012 bis Juni 2022 das Amt der Ersten Vizebürgermeisterin ausübte und SPÖ-Stadtparteivorsitzende war. Seit 2012 gehört sie auch dem Vorstand der SPÖ-Frauen Burgenland an, im Bezirk Oberpullendorf war sie von 2012 bis 2018 stellvertretende Bezirksobfrau der SPÖ-Frauen.
Bei der vorgezogenen Landtagswahl im Burgenland 2020 kandidierte sie im Landtagswahlkreis 4 (Bezirk Oberpullendorf) hinter Landesrat Heinrich Dorner auf dem zweiten Listenplatz. Am 17. Februar 2020 wurde sie in der konstituierenden Sitzung der XXII. Gesetzgebungsperiode als Abgeordnete zum Burgenländischen Landtag angelobt, wo sie Mitglied des Agrarausschusses sowie des Sozialausschusses wurde. Im SPÖ-Landtagsklub fungiert sie als Bereichssprecherin für Konsumentenschutz und Tierschutz.
Im März 2022 wurde sie als SPÖ-Stadtparteivorsitzende von Thomas Schmidt abgelöst. Im Juni 2022 gab sie ihren Rücktritt als Vizebürgermeisterin mit Ende Juni bekannt. In dieser Funktion folgte ihr im Juli 2022 Nikolaus Dominkovits nach. Im März 2023 wurde sie zur Stellvertreterin des Bezirksparteivorsitzenden Heinrich Dorner im Bezirk Oberpullendorf gewählt.
Für die Landtagswahl 2025 verzichtete sie auf eine Kandidatur, im Dezember 2024 kündigte sie einen Rückzug aus der Politik mit Ende der Gesetzgebungsperiode an.

## Auszeichnungen
- 2023: Ehrenring der Stadtgemeinde Oberpullendorf[13]